# Shah Azizur Rahman
Shah Azizur Rahman (beng. শাহ আজিজুর রহমান; ur. 23 listopada 1925 w Kusztiji, zm. 1 września 1989 w Dhace) – bangladeski prawnik i polityk, premier Bangladeszu w okresie 15 kwietnia 1979 – 24 marca 1982.

## Życiorys
Ukończył studia z języka angielskiego i literatury anglojęzycznej na Uniwersytecie w Kalkucie oraz studia prawnicze na Uniwersytecie w Dhace. Udzielał się politycznie od czasów studenckich, m.in. działał w ruchu na rzecz utworzenia Pakistanu. Był przeciwnikiem ruchu na rzecz statusu języka bengalskiego. W 1962 bez powodzenia ubiegał się o mandat w Zgromadzeniu Narodowym Pakistanu, ostatecznie został wybrany do Zgromadzenia trzy lata później. W 1964 przystąpił do Ligi Awami, z której został wykluczony w 1970 za działania sprzeczne z dyscypliną partyjną. W tym samym roku bez powodzenia kandydował w wyborach do Zgromadzenia Narodowego. Był jednym z obrońców w sprawie spisku z Agartali.
W 1971, gdy ludność Pakistanu Wschodniego podjęła zbrojną walkę o niepodległość prowincji, Shah Azizur Rahman był przewodniczącym delegacji Pakistanu na sesję Zgromadzenia Ogólnego Organizacji Narodów Zjednoczonych, gdzie sprzeciwiał się secesji kraju. Po wyzwoleniu został aresztowany, wyszedł na wolność w 1973 dzięki amnestii.
W 1978 prezydent Ziaur Rahman mianował go ministrem pracy i przemysłu. Shah Aziz został też wiceprzewodniczącym Nacjonalistycznej Partii Bangladeszu. W 1979 został wybrany do Zgromadzenia Narodowego. Po śmierci premiera Mashiura Rahmana w tym samym roku, prezydent mianował jego następcą Shaha Aziza, który otrzymał również tekę ministra oświaty. Rząd Shaha Aziza został obalony w 1982 przez przewrót wojskowy gen. Hossaina Mohammada Ershada. 
Władał językami bengalskim, angielskim, urdu, perskim i arabskim.